# Federação Europeia de Ciclistas
A Federação Europeia de Ciclistas é uma associação que aglomera um vasto número de organizações e associações da Europa, que visam promover a bicicleta como meio de transporte em meios urbanos.